# Erkheim
Erkheim är en köping (Markt) i Landkreis Unterallgäu i Regierungsbezirk Schwaben i förbundslandet Bayern i Tyskland.
Köpingen ingår i kommunalförbundet Erkheim tillsammans med kommunerna Kammlach, Lauben och Westerheim.